# Mermaid Bowl XIX
Mermaid Bowl XIX var den 20. danske finale i amerikansk fodbold, og den 19. Mermaid Bowl.
Kampen endte med, at Razorbacks genvandt mesterskabet, ved at slå Monarchs med 32-20.